# The Genius of Charles Darwin
The Genius of Charles Darwin is een driedelige televisie-documentaire geschreven en gepresenteerd door evolutiebioloog Richard Dawkins. De serie beschrijft het werk van Charles Darwin en de mechanismen van de evolutietheorie, zoals natuurlijke selectie. De serie werd voor het eerst uitgezonden op Channel 4 op 4 augustus 2008.

## Overzicht

### Deel 1: Life, Darwin & Everything

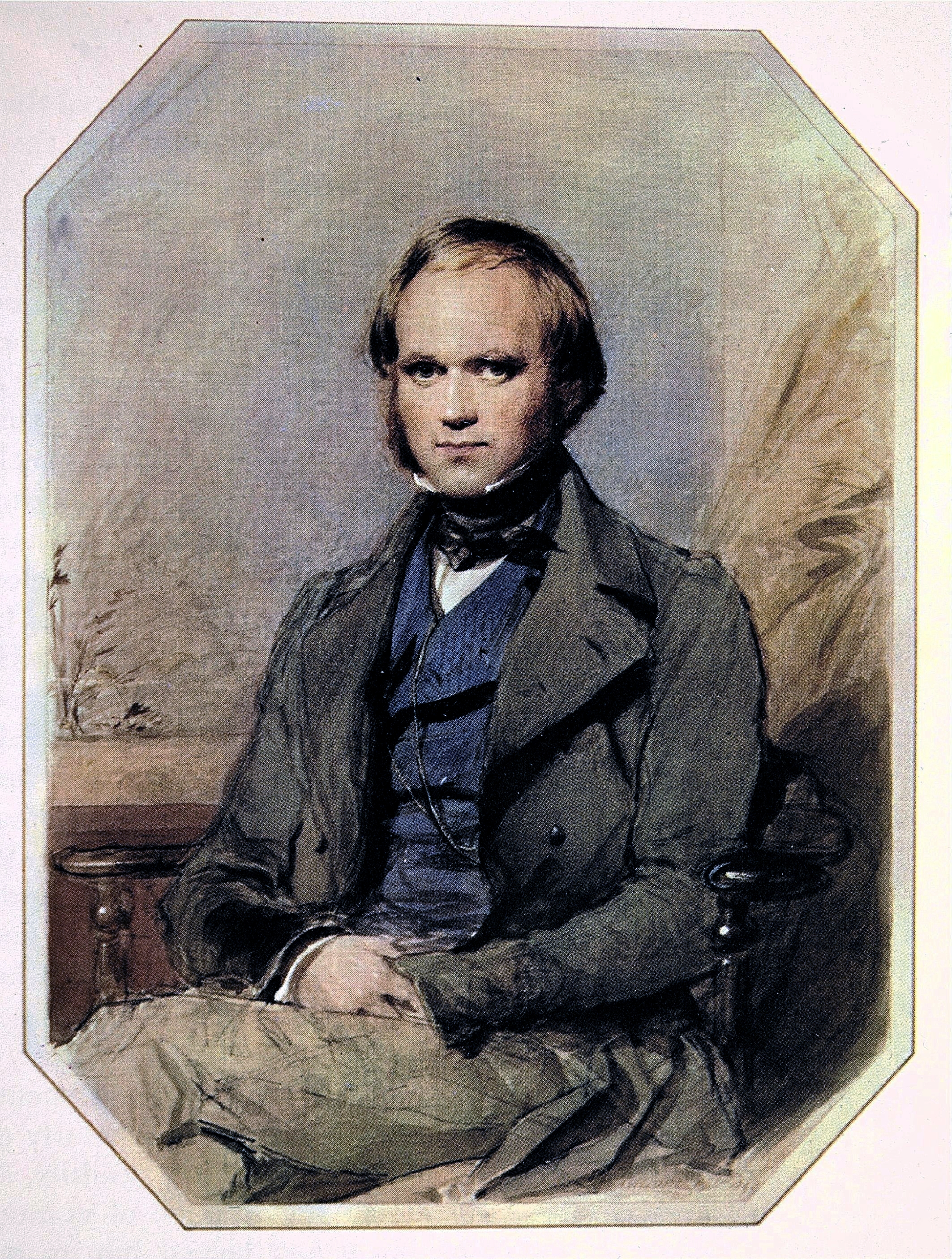
Charles Darwin.

In het eerste deel beschrijft Dawkins naar eigen zeggen "wie Charles Darwin is, hoe hij de evolutietheorie ontdekte, wat het is en waarom het er toe doet". Hij bezoekt een schoolklas om hen te overtuigen van de relevantie van de evolutietheorie. De meeste schoolkinderen bleken terughoudend om deze visie te accepteren vanwege hun geloof en opvoeding. Dawkins neemt hen mee naar Jurassic Coast in Dorset om de kinderen zelf naar fossielen te laten zoeken.
Dawkins beschrijft de reis van Charles Darwin met de HMS Beagle en het werk wat Darwin deed. Darwin bestudeerde allerlei diersoorten, zoals vogels en iguana's op de Galapagoseilanden, en onderzocht daarnaast fossielen, zoals
die van grondluiaards. Een andere inspiratiebron voor Darwin waren duiven op evenementen in Londen die door kunstmatige selectie bepaalde kenmerken hadden. Op basis hiervan concludeerde Darwin dat levensvormen aan elkaar gerelateerd moesten zijn en in 1859 verscheen hierover zijn bekende werk De oorsprong der soorten.
Dawkins gaat naar Nairobi in Kenia, tevens zijn geboorteplaats, waar wilde diersoorten een constante strijd voeren om te overleven. Aan de hand hiervan wordt het principe van natuurlijke selectie uitgelegd waarbij de strijd om te overleven bepaalt welke dieren nageslacht zullen produceren en welke niet. Dieren met gunstige kenmerken, zoals een sterke snavel of een lange nek, zullen hierbij een voordeel hebben en kunnen deze doorgegeven aan de volgende generatie. Op lange termijn leidt dit tot de vorming van nieuwe soorten evenals allerlei mechanismen of kenmerken die dieren kunnen helpen om te overleven, zoals camouflage.
In Nairobi bezoekt Dawkins ook een prostituee die een natuurlijke immuniteit heeft tegen Hiv, het retrovirus dat aids veroorzaakt. Dawkins spreekt ook met microbioloog Larry Gelmon over deze immuniteit die, naar hun beider verwachting, zich zal verspreiden in de populatie aangezien deze immuniteit een gunstig kenmerk is.
Tot slot bezoekt Dawkins een onderzoekscentrum waar de genetische code van levensvormen geanalyseerd kan worden. Hij spreekt hier met Craig Venter over DNA.

### Deel 2: The Fifth Ape

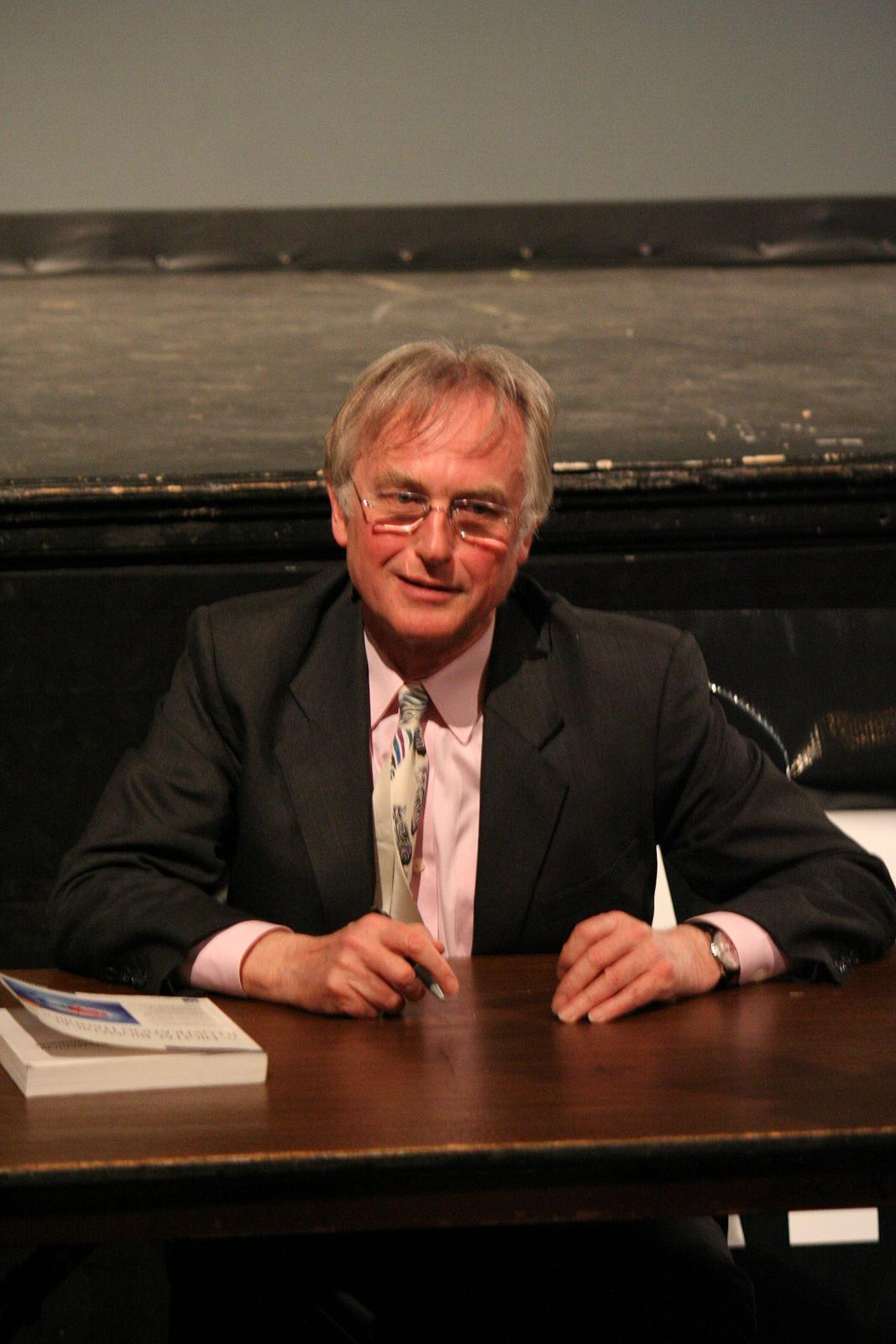
Dawkins

Het tweede deel bespreekt de evolutie van de mens en de gevolgen hiervan voor de samenleving, zoals ethiek en de plaats van de mens in verhouding tot andere levensvormen. Een rode draad in het tweede deel is hoe de evolutietheorie, die de natuur beschrijft als een strijd om te overleven, te rijmen valt met een samenleving waarin medemenselijkheid en altruïsme een rol spelen. Dawkins bespreekt de kritiek die de evolutietheorie in haar geschiedenis heeft ontvangen, zoals dat deze een vrijbrief zou geven voor zelfzuchtigheid en barbaars gedrag. Dawkins betitelt de mens als 'de vijfde aap' en geeft aan dat de mens niet de heerschappij heeft over het dierenrijk, zoals verscheidene religieuze wereldbeelden menen, maar er deel van uitmaakt.
In Kenia spreekt Dawkins met de paleontoloog Richard Leakey over fossielen van Hominidae (ook mensachtigen genoemd). Dawkins gaat vervolgens naar Bishop Bonifes Adoyo, hoofd van het Christ is The Answer Ministries, de grootste Pinksterkerk in Nairobi. Deze beweging protesteert tegen het tentoonstellen van allerlei fossielen van mensachtigen in het nationale museum van Kenia. Adoyo heeft geen bezwaar tegen het tentoonstellen van de fossielen maar wel tegen de verbanden die gelegd worden met de evolutietheorie. Een van de items in de collectie is de Turkana Boy, gevonden door het team van Richard Leakey in 1984.
Dawkins bespreekt de sociaal darwinistische visie op het bedrijfsleven, waarbij elk bedrijf de concurrentie de baas tracht te blijven ('de sterkste wint van de zwakkere'), en eugenetica, waarbij de mens zelf het gunstige genetische materiaal selecteert. Eugenetica heeft in de 20e eeuw gediend als rechtvaardiging voor onder andere de genocide in nazi-Duitsland. Dawkins geeft aan dat deze twee visies geen vormen zijn van natuurlijke selectie maar respectievelijk een metafoor en kunstmatige selectie (zoals bij fokken gedaan wordt).
Steven Pinker komt vervolgens aan het woord over de evolutie van de hersenen en het nut van onder andere moraal bij natuurlijke selectie. Het volgende voorbeeld betreft seksuele selectie bij pauwen. Dawkins onderzoekt of seksuele selectie ook een rol speelt voor altruïsme bij mensen. Hij bezoekt hiervoor vrouwen die zwanger willen worden via een spermadonor en de manager van een spermabank.
Dawkins geeft zijn verklaring voor altruïsme aan de hand van 'zelfzuchtige genen' (zoals ook beschreven in zijn boek The Selfish Gene uit 1976). Om het voortbestaan van deze genen veilig te stellen, kunnen genen die altruïstisch gedrag voortbrengen zich verspreiden in een populatie. Voorbeelden hiervan zijn ouders die hun nageslacht beschermen tegen gevaar en wederzijds altruïsme waarbij een dienst wordt beantwoord met een wederdienst (ook bekend als reciprociteit).
Op het eind praat Dawkins met Frans de Waal die kritiek heeft geuit Dawkins' visie van zelfzuchtige genen. Dawkins concludeert dat het huidige altruïstische gedrag van mensen, ook tegen vreemden die hiervoor geen wederdienst zullen (kunnen) leveren, te verklaren valt vanuit de evolutie van altruïstisch gedrag. Dit gedrag droeg namelijk bij aan de overleving van een populatie in een tijd waarin men nog in kleine groepen samenleefde.

### Deel 3: God Strikes Back
In het derde deel onderzoekt Dawkins de controverses omtrent de evolutietheorie. Deze verklaring botst namelijk met creationisme, een visie die door veel religies wordt aangehangen en die stelt dat het leven is geschapen door een goddelijke schepper. Darwin kreeg hier zelf ook mee te maken aangezien zijn vrouw gelovig was.
Dawkins spreekt met creationist John Mackay die in lezingen de evolutietheorie aanvalt en het scheppingsverhaal uit het Bijbelboek Genesis verdedigt. Mackay stelt dat de evolutietheorie op geloof wordt aangenomen aangezien het fenomeen niet waargenomen kan worden en verdedigd wordt met "het gebeurt te langzaam om voor ons mensen te zien". Dawkins beargumenteert dat een proces wat miljoenen jaren duurt geen zichtbaar resultaat geeft in een mensenleven maar dat er allerlei zaken zijn die we niet zelf kunnen zien maar die wel (hebben) bestaan, zoals Napoleon, atomen of cellen.
Dawkins gaat vervolgens naar de Verenigde Staten waar veel weerstand heerst tegenover de evolutietheorie. Hij ontmoet Wendy Wright van Concerned Women for America, een vereniging van evangelicaalse christenen. Wat betreft evolutietheorie komt deze vereniging op voor het benadrukken van beide standpunten in deze kwestie (ook bekend als "Teach the controversy"). Ook meent Wright dat bewijzen voor de evolutietheorie ontbreken, zoals het ontbreken van fossiele overgangsvormen tussen verschillende soorten.
Naar aanleiding hiervan bespreekt Dawkins de wetenschappelijke bewijzen voor de evolutietheorie, zoals fossielen en de overeenkomsten tussen het DNA van levensvormen. Dawkins praat met Nick Cowan, leraar op een school in het Verenigd Koninkrijk, die Amerikaans creationistisch lesmateriaal gebruikt in zijn lessen. Volgens Cowan is de aarde minder dan 10.000 jaar oud en zijn de gebruikte dateringsmethoden onbetrouwbaar. Cowan beargumenteert dat de inhoud van de Bijbel, als werk van een onfeilbare God, belangrijker is dan het werk van feilbare wetenschappers.
Dawkins stelt dat de natuur allerlei imperfecties bevat aangezien evolutie een feilbaar proces is en dat schijnbaar perfecte zaken, zoals het menselijk oog, geleidelijk zijn ontstaan en niet plotseling. Om te illustreren dat het menselijk oog niet perfect is (en daarmee eerder een voorbeeld voor evolutie), toont psycholoog Randolph M. Nesse het bestaan van de blinde vlek aan met behulp van een potlood.
Dawkins bemerkt ook dat er weerstand tegen de evolutietheorie kan zijn vanwege geloof en opvoeding, iets wat hij ook zag bij de schoolklas in het eerste deel. De leraren van de school hebben dit ook bemerkt: het uitleggen en tonen van bewijzen voor de evolutietheorie blijken onvoldoende om deze kinderen te overtuigen. Dawkins stelt dat er geen sprake is van gelijkwaardige visies aangezien er volgens hem geen bewijzen zijn voor de schepping terwijl de evolutietheorie wel solide onderbouwd is. Hij concludeert ook dat men iets dient te accepteren als er bewijs voor is en niet om andere redenen.
Rowan Williams, de 104e Aartsbisschop van Canterbury, combineert beide standpunten door te stellen dat God het universum geschapen heeft maar niet ingrijpt tijdens het evolutionaire proces (een vorm van theïstisch evolutionisme). Dawkins stelt dat beide visies niet gecombineerd kunnen worden aangezien men dan compromissen moet sluiten om het samen te laten smelten. Ook kan men volgens Dawkins beter de werkelijkheid accepteren zoals deze is in plaats van in een verzonnen idee te geloven. Darwin zelf keerde zich van het christendom af na het overlijden van zijn oudste dochter Anne Elizabeth Darwin. Ook keurde hij de leerstelling af dat ongelovigen, zoals velen in Darwins omgeving, voor eeuwig gestraft zouden worden.
In het laatste gedeelte bespreekt Dawkins met de filosoof Daniel Dennett de zingeving van het leven zonder een God, zonder een immateriële en onsterfelijke ziel of hoop op een leven na de dood. Volgens Dennett is een onsterfelijke ziel niet nodig voor zingeving: de ziel bestaat volgens hem uit de samenwerking van de neuronen in de hersenen. Het besef dat men deel uitmaakt van allerlei creatieve activiteit over de gehele planeet is volgens beiden een bron van zingeving.